# George R. Price
George Robert Price (Stati Uniti d'America, 6 ottobre 1922 – Londra, 6 gennaio 1975) è stato un genetista statunitense, specializzato in genetica delle popolazioni.
Originariamente fu un chimico-fisico per poi diventare giornalista scientifico, si spostò a Londra nel 1967, dove lavorò in biologia teoretica nel Laboratorio Galton producendo tre importanti risultati: primo, riderivando il lavoro di William Donald Hamilton sulla selezione parentale tramite la equazione di Price; secondo, introducendo (con John Maynard Smith) il concetto di strategia evolutivamente stabile, un concetto centrale nella teoria dei giochi; e, terzo, formalizzando il teorema fondamentale della selezione naturale di Ronald Fisher.